# Pan Samochodzik i templariusze (film)
Pan Samochodzik i templariusze – polski film przygodowy z 2023 roku w reżyserii Antoniego Nykowskiego, zrealizowany na podstawie książki o tym samym tytule autorstwa Zbigniewa Nienackiego.
Film stanowi współczesną adaptację powieści, której akcja oryginalnie rozgrywała się w latach 60. XX wieku.

## Fabuła
Podczas konferencji prasowej Tomasz chwali się znalezionym krzyżem templariuszy, który ma być zagadką do zaginionego skarbu. Jego przyjaciel zostaje zamordowany przez Adiosa, który także pragnie odnaleźć ukryte dziedzictwo. Udaje się na konkurs w Miłkokuku, gdzie zmuszony jest do stworzenia drużyny. Dołącza więc do Karen (córki zamordowanego przyjaciela), Anki (dziennikarki, którą poznał wcześniej, gdyż pisała o nim pejoratywne teksty) oraz trójki harcerzy. Razem szukają skarbu i doceniają przyjaźń.

## Obsada
Na podstawie:
- Mateusz Janicki jako Tomasz (Pan Samochodzik)
- Sandra Drzymalska jako dziennikarka Anka Modzelewska
- Maria Dębska jako Karen Petersen
- Jacek Beler jako Adios
- Anna Dymna jako Łajma
- Olgierd Blecharz jako Sokole Oko
- Kalina Kowalczuk jako Wiewióra
- Piotr Sega jako Mentorek
- Przemysław Bluszcz jako Petersen, ojciec Karen
- Ewa Błaszczyk jako Gierymska, dyrektorka Muzeum Narodowego
- Adam Ferency jako Gromiłło
- Radosław Rożniecki jako Pieniążek

## Produkcja
W 2021 roku wytwórnia Orphan Studio poinformowała, że nabyła prawa do ekranizacji utworów Zbigniewa Nienackiego, które zakupiła od jego wnuka.
Mimo że w książkach, samochód głównego bohatera, któremu zawdzięczał on swój pseudonim, była to „samoróbka” na bazie ferrari 410 Superamerica, w filmie zdecydowano się wykorzystać fiata 125p przerobionego na samochód terenowy, z frontem od Ursusa C-330. Głównym konstruktorem samochodu był Grzegorz Olszewski.
Zdjęcia kręcono w Malborku, Warszawie (Muzeum Narodowe) i na Łotwie (skansen w Rydze).

## Upowszechnienie
Pierwsze oficjalne zapowiedzi pojawiły się w 2022 roku. W maju 2023 Netflix przedstawił plakat filmu, a 28 czerwca 2023 roku opublikowano zwiastun.
Premiera filmu odbyła się 12 lipca 2023 roku, kiedy udostępniono go na platformie Netflix.

## Odbiór
W ciągu pierwszych czterech dni od premiery w Polsce na platformie Netflix film obejrzało 420 tysięcy widzów, co daje ok. 10% wszystkich aktywnych w tym czasie użytkowników w Polsce. Wskaźnik ukończenia filmu wyniósł 57%, co oznacza, że 43% nie obejrzało 70% ze 110-minutowego filmu, tylko wyłączyło go wcześniej. W okresie 12–16 lipca 2023 film znajdował się w dziennym top 10 najchętniej oglądanych treści na Netflix w Polsce, zajmując pierwsze miejsce.

### Recenzje krytyków
Roger Moore (ocena 1/4) stwierdził, że film jest nudny, a zakończenie rozczarowujące. Podobnie określił je portal Geekosfera, który dodatkowe skrytykował pojawiające się na końcu elementyki fantastyki, a dzieci o supermocach porównał do X-menów, co zupełnie nie pasowało do konwencji.
Postać filmowego Pana Samochodzika porównywano zarazem do Jamesa Bonda oraz Indiany Jonesa, jednocześnie część krytyków podkreślała, że przecież w oryginale był to „cherlawy i zgarbiony niezguła w okularach”. Zwrócono także uwagę, że Tomasz w książkach był niezwykle inteligentną osobą o ogromnej wiedzy historycznej, podczas gdy w filmie to młodzi harcerze rozwiązują za niego zagadki. W ekipie harcerzy, w której w książce znajdowali się wyłącznie chłopcy, wprowadzono zamiast jednego z nich dziewczynę, która głosiła feministyczne poglądy, co przez część krytyków zostało odebrane jako sztuczne i niepotrzebne.  Bartłomiej Bolczyk w swojej recenzji na łamach portalu Paradoks (ocena filmu 3/10) dodał, że jego zdaniem zmiany te są niepotrzebne i niezrozumiałe, gdyż w książce również występowały wyraźne postaci kobiece, tj. Anka i Karen Petersen. Krytykuje jednak, że z Karen Petersen stworzono połączenie postaci Czarnej Wdowy z Trinity, jednak tej wersji nie da się lubić.
Krytykowano też pozostałe postaci: graną przez Annę Dymną Łajmę oraz granego przez Jacka Belera Adiosa. CD Action określił je jako jednowymiarowe i groteskowe, podkreślając, że grali je wybitni aktorzy, jednak zostały tragicznie napisane. Postać Adiosa porównywana była do Don Pedro z Krainy Deszczowców, postaci z Cyklu o Baltazarze Gąbce. Geekosfera stwierdziła, że wszystkie postacie w filmie są niepotrzebne albo przerysowane.
Z negatywnym odbiorem spotkał się także samochód. Jego gadżety były kiepskie, nie przedstawiono też jego potencjału, czyli nadzwyczajnej szybkości, a jedynie wykorzystano fakt, że potrafi pływać niczym amfibia, co jednak przy jego nowym kształcie i wyglądzie byłoby niemożliwe.
CD Action wystawił filmowi ocenę 2/10, podsumowując recenzję: „dla kogoś, kto w ponurym PRL-u zaczytywał się w książkach Nienackiego i darzy je ogromnym sentymentem (...), seans będzie katorgą porównywalną do oglądania netfliksowego »Wiedźmina«”.
Zwrócono także uwagę, że film jest dla nikogo – zbyt skomplikowany lub podejmujący zbyt poważne tematy dla dzieci, a zbyt infantylny dla dorosłych.

### Antynagrody
Film otrzymał 10 nominacji do Węży, przez co określany był „liderem”. Do Wielkiego Węża – najgorszego filmu roku – otrzymał nominację „za zepsucie filmowego samograja i zamienienie kultowych przygód Pana Samochodzika w imitujący przygody Bonda koszmarek może i na czterech kółkach, ale ewidentnie bez piątej klepki”. Ostatecznie zdobył dwie nagrody: za „najgorszy sequel, prequel lub remake” oraz za „najbardziej żenującą scenę”.
| Antynagroda | Kategoria                            | Nominacja                      | Wynik     | Przypis       |
| ----------- | ------------------------------------ | ------------------------------ | --------- | ------------- |
| Węże        | Wielki Waż                           | Pan Samochodzik i Templariusze | Nominacja | [ 16 ] [ 17 ] |
| Węże        | Najgorsza reżyseria                  | Antoni Nykowski                | Nominacja | [ 16 ] [ 17 ] |
| Węże        | Najgorszy scenariusz                 | Bartosz Sztybor                | Nominacja | [ 16 ] [ 17 ] |
| Węże        | Najgorsza rola męska                 | Mateusz Janicki                | Nominacja | [ 16 ] [ 17 ] |
| Węże        | Najgorszy duet                       | Mateusz Janicki & samochód     | Nominacja | [ 16 ] [ 17 ] |
| Węże        | Występ poniżej talentu               | Sandra Drzymalska              | Nominacja | [ 16 ] [ 17 ] |
| Węże        | Najgorszy sequel, prequel lub remake | Pan Samochodzik i Templariusze | Wygrana   | [ 16 ] [ 17 ] |
| Węże        | Najbardziej żenująca scena           | Nowoczesne rozmowy harcerskie  | Wygrana   | [ 16 ] [ 17 ] |
| Węże        | Efekt specjalnej troski              | Samochodzik                    | Nominacja | [ 16 ] [ 17 ] |
| Węże        | Efekt specjalnej troski              | Walka z powietrzem w latarni   | Nominacja | [ 16 ] [ 17 ] |

## Kontynuacja
Zapowiadano, że Pan Samochodzik i templariusze to pierwsza część serii filmowej, lecz Netflix wycofał się z tej zapowiedzi. Druga część miała opierać się na książce Pan Samochodzik i tajemnica tajemnic, z upływem czasu zaawansowaną już produkcję przerwano.